# Bombus monozonus
Bombus monozonus är en biart som först beskrevs av Heinrich Friese 1931. Den ingår i släktet humlor och familjen långtungebin. Inga underarter finns listade.

## Beskrivning
Färgen är övervägande svart med röd bakkroppsspets, rundade bakskenben utan pollenkorg (även hos honan), alla skenbenen med rödorange päls hos honan, gul hos hanen.

## Ekologi
Bombus monozonus är en snylthumla. Snylthumlor har inga arbetare, och honan tar inte själv hand om sin avkomma, utan tar över ett annat humlebo genom att (vanligtvis) döda den gamla drottningen, och tvinga värdboets arbetare att ta hand om sina ägg och larver.

## Utbredning
Arten är endemisk på Taiwan, där den finns i mitten på ön.